# Julgamento de Salomão

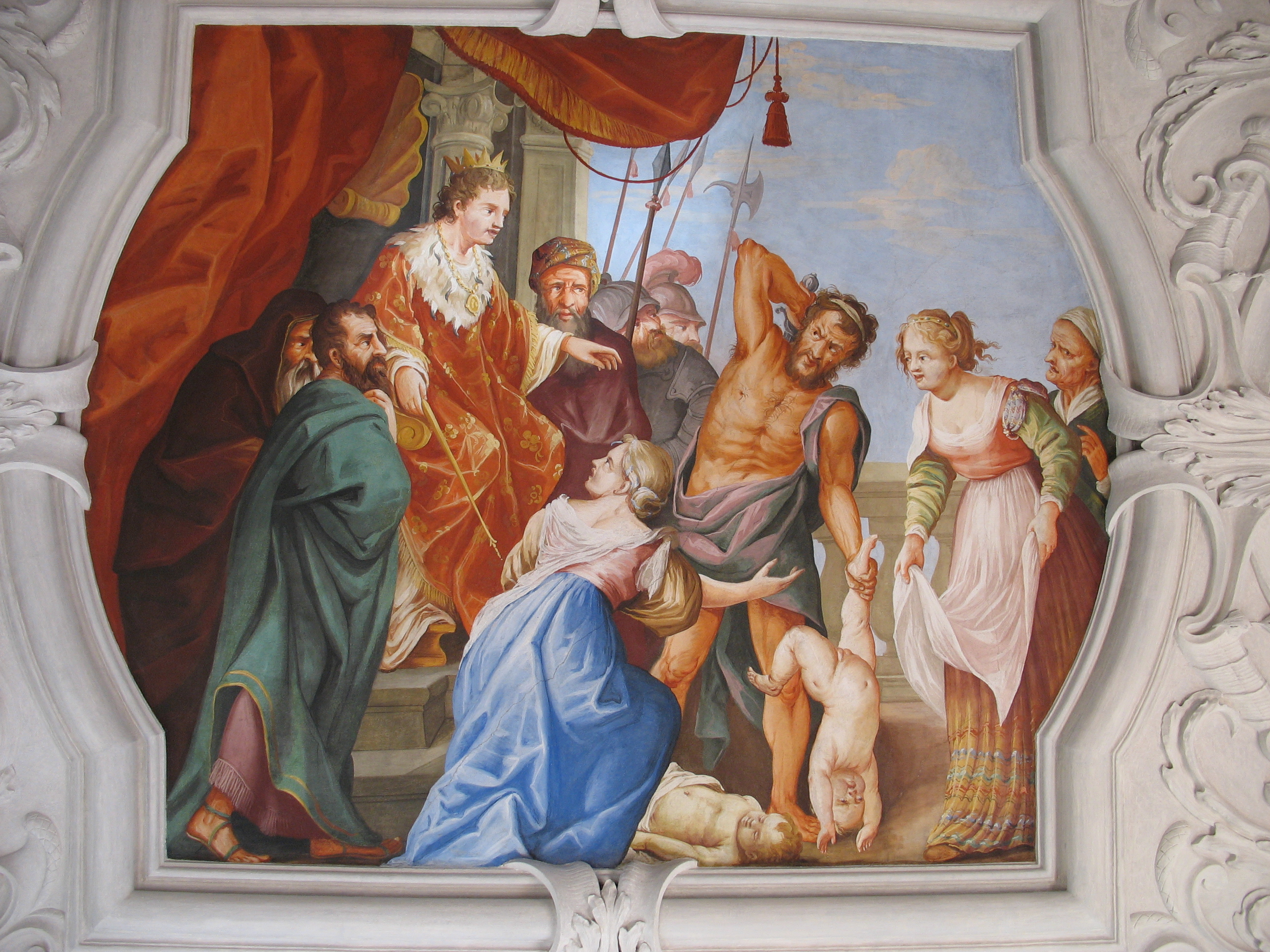
Afresco do julgamento de Salomão, Wallfahrtskirche Frauenberg, Frauenberg, Estíria

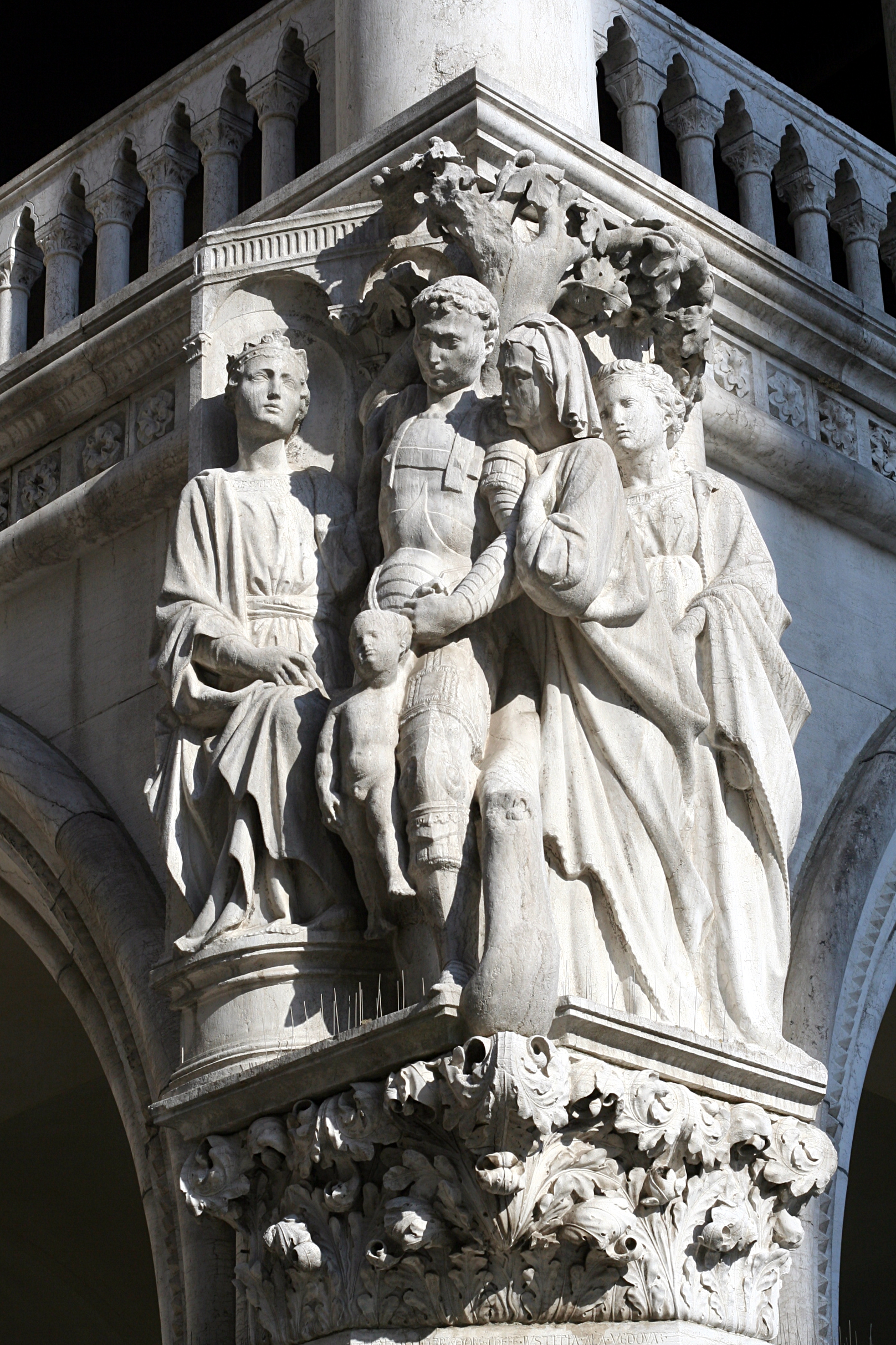
Grupo esculpido O Julgamento de Salomão (1430), adornando a capital do pilar do canto noroeste do Palácio do Doge em Veneza (Itália).

O Julgamento de Salomão é uma história da Bíblia hebraica na qual Salomão, o rei de Israel, realiza um julgamento entre duas mulheres que afirmavam ser mãe de um filho. O rei revelou seus verdadeiros sentimentos e relacionamento com a criança, sugerindo cortar o bebê em dois, com cada mulher recebendo uma metade. Com essa estratégia, conseguiu discernir a impostora como a mulher que aprovou completamente essa proposta, enquanto a mãe real implorava que a espada fosse embainhada e a criança dada aos cuidados de sua rival. Alguns consideram essa abordagem da justiça um exemplo arquetípico de um juiz imparcial que mostra sabedoria ao tomar uma decisão.

## Narrativa bíblica
I Reis 3:16-28 relata que duas mulheres que moravam na mesma casa, ambas mães de um filho pequeno, vieram a Salomão. Um dos bebês havia sido sufocado e cada uma reivindicou o garoto restante como seu. Pedindo por uma espada, o rei declarou seu julgamento: o bebê seria cortado em dois, cada mulher recebendo uma metade. Uma mãe não contestou a decisão, declarando que, se não podia ter o bebê, nenhuma delas poderia, mas a outra implorou ao rei: "dai-lhe a ela o menino que está vivo, e de modo nenhum o mateis!"
O rei declarou a segunda mulher a verdadeira mãe, pois esta desistiria do bebê caso isso fosse necessário para salvar sua vida. Esse julgamento ficou conhecido em todo o Israel e foi considerado um exemplo de profunda sabedoria.

## Classificação e paralelos
A história é comumente vista no conhecimento acadêmico como um exemplo ou reformulação de um conto popular. Sua natureza folclórica é aparente, entre outras coisas, no domínio do discurso direto, que move a trama e contribui para a caracterização. A história é classificada como um conto de Aarne-Thompson de tipo 926, e muitas histórias paralelas foram encontradas no folclore mundial. Na edição de Uther do índice de Aarne-Thompson, esse tipo de conto é classificado como uma novela folclórica e pertence a um subgrupo designado – "Atos e palavras inteligentes". Eli Yassif define a novela folclórica como "uma história realista, cujo tempo e lugar são determinados ... A novela enfatiza traços humanos como inteligência, erotismo, lealdade e astúcia, que impulsionam a trama mais adiante do que qualquer outro elemento".
Hugo Gressmann encontrou 22 histórias semelhantes no folclore e na literatura mundiais, especialmente na Índia e no Extremo Oriente. Uma versão indiana é uma história de Jataka que trata de Buda em uma de suas encarnações anteriores como o sábio Mahosadha, que arbitra entre uma mãe e um Yakshini que tem a forma de uma mulher, que sequestrou o bebê da mãe e afirmou que ele era dela. O sábio anunciou uma disputa por cabo de guerra: ele desenhou uma linha no chão e pediu às duas para ficarem em lados opostos da linha, uma segurando os pés e a outra as mãos – aquela que puxasse o corpo inteiro do bebê além da linha o pegaria. A mãe, vendo como a criança sofre, o soltou e deixou a Yakshini levá-lo, chorando. Quando o sábio viu isso, devolveu o bebê para as mãos da verdadeira mãe, expôs a identidade da Yakshini e a expulsou. Em outras versões indianas, as duas mulheres são viúvas de um marido. Outra versão aparece no drama chinês O Círculo de Giz (nesta versão, o juiz desenha um círculo no chão), que tem sido difundido em todo o mundo e muitas versões e retrabalhos foram feitos posteriormente, entre eles O Círculo de Giz Caucasiano, uma peça de Bertolt Brecht.

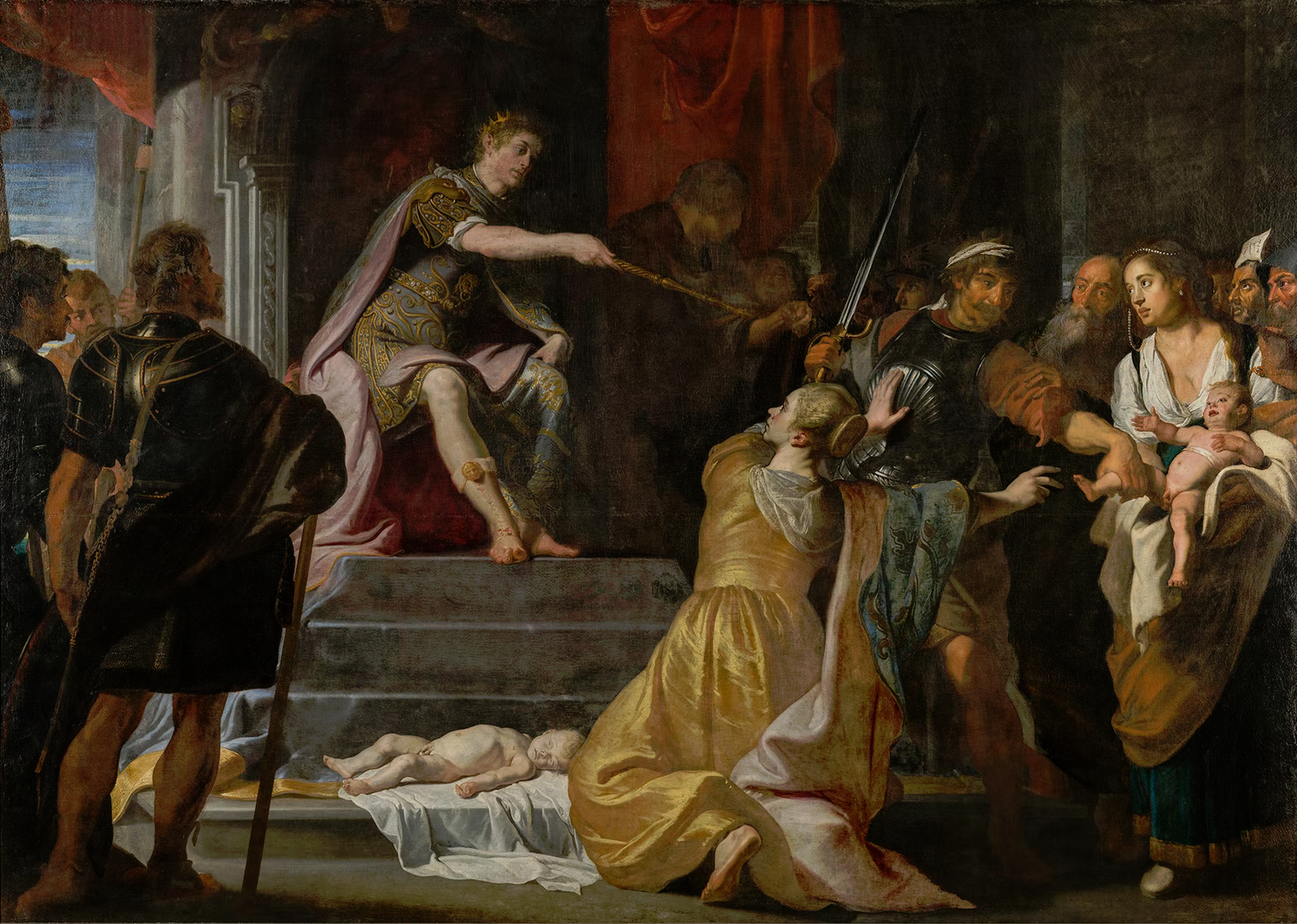
O Julgamento de Salomão por Gaspar de Crayer, c. 1620

O tema comum nesses diferentes paralelos é que o juiz sábio anuncia uma decisão absurda, que é razoável de uma maneira perversa: dividir o bebê, de acordo com o princípio do compromisso; ou uma guerra de cabos, na qual se pode supor que a verdadeira mãe estará motivada a se esforçar mais. Mas essa decisão é na verdade um teste emocional oculto, projetado para forçar cada mulher a decidir se sua compaixão pelo bebê supera sua vontade de vencer.
Há evidências indiretas de que a história também foi difundida nos tempos antigos no mundo ocidental. Um fragmento de papiro grego, datado do início do século II dC, inclui uma referência fragmentada a um caso jurídico antigo que é semelhante ao julgamento de Salomão. A história é atribuída a Phliliskos de Mileto, vivo no século IV aC. Um afresco encontrado na "Casa do Médico" em Pompeia mostra pigmeus apresentando uma cena semelhante à história bíblica. Alguns acreditam que o afresco relaciona-se diretamente com a história bíblica, enquanto que segundo outros representa uma tradição paralela.
Várias sugestões para o gênero da história bíblica foram levantadas, além de sua caracterização como um conto popular de um tipo conhecido. Edward Lipiński sugere que a história é um exemplo de "contos do rei", um subgênero da literatura de sabedoria com a qual ele encontra paralelos na literatura suméria.
Os estudiosos apontaram que o conto assemelha-se ao gênero de história de detetive moderna. Tanto o rei Salomão quanto o leitor são confrontados com algum tipo de enigma jurídico-detetive. Meir Sternberg observa que dois gêneros se fundem na história: Um mistério e uma prova; o dilema jurídico, que é o enigma, também constitui um teste para o jovem rei: se ele o resolver, será reconhecido como possuidor de sabedoria divina. Stuart Lasine classifica a história como um enigma da corte.
Segundo Raymond Westbrook, a história é essencialmente um problema hipotético, apresentada ao interlocutor como um simples desafio intelectual e não como um caso jurídico concreto. Em tais problemas, qualquer detalhe desnecessário é geralmente omitido, e é por isso que os personagens da história não têm características distintivas. Além disso, a descrição do caso elimina a possibilidade de obter evidências circunstanciais, forçando o destinatário a enfrentar o dilema diretamente e a não procurar formas indiretas de resolvê-lo.
Alguns estudiosos pensam que a história folclórica original sofreu uma reformulação literária significativa, de modo que em sua cristalização bíblica não pode mais ser definida como um conto popular. Jacob Liver observa a ausência de qualquer "coloração local" na história e conclui que ela "não é um conto popular real, mas uma reformulação acadêmica de um conto popular (aparentemente de uma fonte não israelita) que, de alguma forma, alcançou os círculos judiciais de Jerusalém nos tempos de Salomão". Da mesma forma, Jeev Weisman a caracteriza como "uma anedota de sabedoria originada nos círculos judiciais".

## Origem
A história tem vários paralelos em contos populares de várias culturas. Todos os paralelos conhecidos, entre os quais vários da Índia, foram registrados em períodos posteriores à história bíblica; no entanto, não está claro se elas refletem tradições anteriores ou posteriores. Hermann Gunkel exclui a possibilidade de que um tema tão sofisticado tenha se desenvolvido independentemente em lugares diferentes. Alguns estudiosos têm a opinião de que a fonte da história não pode ser rastreada.
Na versão bíblica, as duas mulheres são identificadas como prostitutas, em oposição a algumas versões indianas nas quais são viúvas de um marido. Alguns estudiosos inferiram dessa diferença quanto à origem da história. Seguindo Gressmann, Gunkel especula uma possível origem indiana, com base em que "tais histórias de julgamentos sábios são o material da vida real do povo indiano" e que, em sua opinião, "uma prostituta não tem motivos para valorizar uma criança que não nasceu dela"; ele reconhece, no entanto, que as versões indianas "pertencem a um período posterior". Por outro lado, Lasine opina que a história hebraica é mais motivada que a indiana, pois é a única em que a motivação para o comportamento de ambas as mulheres está enraizada em sentimentos maternos típicos: a compaixão da verdadeira mãe e o ciúme da impostora. Outros estudiosos apontam que esse conto popular itinerante pode se tornar, em suas várias formas, mais ou menos coerente; a afirmação de que uma versão é mais coerente que a outra não leva à conclusão de que a primeira é mais original. Consequentemente, o argumento de quais mulheres da versão tinham razões mais convincentes para brigar pela criança seria irrelevante.

## Composição e enquadramento editorial
A história é considerada literariamente unificada, sem intervenção editorial significativa. Seu final observando a sabedoria de Salomão é considerado uma adição deuteronomista ao texto.
Alguns estudiosos consideram a história uma unidade originalmente independente, integrada ao seu contexto atual por um editor. O nome de Salomão não é mencionado na história, e ele é simplesmente chamado "o Rei". Considerada fora de contexto, a história deixa o rei anônimo, assim como as outras personagens. Alguns estudiosos pensam que o conto original não era necessariamente sobre Salomão e talvez lidassem com um rei típico sem nome. Uma opinião diferente é defendida por Eli Yassif, que pensa que o autor do Livro dos Reis não atribuiu a história a Salomão em seu próprio nome, mas a atribuição a ele já havia se desenvolvido na tradição pré-literária.
Os estudiosos apontam que a história está ligada ao relato anterior do sonho de Salomão em Gibeão, pelo padrão comum do sonho profético e sua posterior realização. Alguns acham que essa proximidade das histórias resulta do trabalho de um redator. Outros, como Saul Zalewski, consideram os dois relatos inseparáveis e formam uma unidade literariamente unificada.
Em seu contexto mais amplo, o Julgamento de Salomão faz parte do relato do reinado de Salomão, geralmente concebido como um segmento distinto no Livro dos Reis, agrupando os capítulos 3–11 em I Reis; alguns incluem também os capítulos 1–2, enquanto outros pensam que esses capítulos originalmente encerraram o relato do reinado de Davi em II Samuel. Segundo Liver, a fonte da história do Julgamento, bem como de outras partes do relato do reinado de Salomão, está no especulado livro dos Atos de Salomão, que ele propõe ser uma obra de sabedoria que originou-se nos círculos judiciais logo após a cisão da monarquia unida.

## Análise
A história pode ser dividida em duas partes semelhantes em comprimento, combinando com a sequência do julgamento. Na primeira parte (versos 16–22), o caso é descrito: as duas mulheres apresentam seus argumentos e, neste ponto, nenhuma resposta do rei é registrada. Na segunda parte (23-28), a decisão é descrita: o rei é o orador principal e aquele que dirige a trama. Além desta dupla divisão clara, foram feitas sugestões quanto à estrutura do enredo e à estrutura literária da história e suas relações internas.
Como afirmado antes, a maior parte da história é relatada pela fala direta das mulheres e de Salomão, com algumas frases e verbos de enunciação do narrador. Os diálogos movem o enredo para a frente. Os testemunhos contraditórios das mulheres criam o conflito inicial necessário para aumentar a tensão dramática. O pedido do rei para trazer-lhe uma espada aumenta a tensão, pois o leitor se pergunta por que ela é necessária. A história chega ao clímax com a chocante ordem real de cortar o menino, o que por um momento lança dúvidas sobre o julgamento do rei. Mas o que parece ser o veredito acaba sendo um truque inteligente que atinge seu objetivo e resulta no reconhecimento da verdadeira mãe e na resolução.

### Comentários
- Cogan, Mordechai, I Kings (Anchor Bible), Nova Iorque: Doubleday, 2001, ISBN 0385029926, pp. 193–97
- DeVries, Simon J., 1 Kings (Word Biblical Commentary), Waco, TX: Word Books, 1985, ISBN 0849902118, pp. 56–62
- Fritz, Volkmar, 1 & 2 Kings (Continental Commentary), traduzido por Anselm Hagedorn, Minneapolis: Fortress, 2003, ISBN 0800695305, pp. 41–43
- Jones, Gwilym H., 1 and 2 Kings (New Century Bible), I, Grand Rapids, MI: Eerdmans, 1984, ISBN 080280019X, pp. 129–33
- Long, Burke O., 1 Kings (Forms of the Old Testament Literature 9), Grand Rapids, MI: Eerdmans, 1984, ISBN 0802819206, pp. 67–70
- Montgomery, James A. and Gehman, Henry Snyder, Kings (International Critical Commentary), Edinburgh: T. & T. Clark, 1951, 108–12
- Mulder, Martin J., 1 Kings (Historical Commentary on the Old Testament), I, traduzido por John Vriend, Leuven: Peeters, 1998, ISBN 9042906782, pp. 153–60
- Sweeney, Marvin A., I & II Kings (Old Testament Library), Louisville, KY: Westminster John Knox, 2007, ISBN 9780664220846, pp. 81–82

### Artigos de enciclopédia
- Marzolph, Ulrich, "Salomonische Urteile", Enzyklopädie des Märchens 11, 3 (2004), pp. 1087–94 (alemão)

### Artigos
- Althouse, Ann, "Beyond King Solomon's Harlots: Women in Evidence", Southern California Law Review 65/3 (1992), pp. 1265–78
- Ashe, Marie (1990). «Abortion of narrative: a reading of the judgment of Solomon». Yale Law School. Yale Journal of Law and Feminism. 4 (1): 81–92 Pdf.
- Begg, Christopher T., "The Judgment of Solomon according to Josephus", Theologische Zeitschrift 62/3 (2006), pp. 452–61
- Beuken, Willem A. M., "No Wise King without a Wise Woman (I Kings III 16–28)", in A. S. van der Woude (ed.), New Avenues in the Study of the Old Testament: A Collection of Old Testament Studies, Published on the Occasion of the Fiftieth Anniversary of the Oudtestamentisch Werkgezelschap and the Retirement of Prof. Dr. M. J. Mulder (Oudtestamentische Studiën 25), Leiden: Brill, 1989, ISBN 9004091254, pp. 1–10
- Bird, Phyllis Ann, "The Harlot as Heroine: Narrative Art and Social Presupposition in Three Old Testament Texts", Semeia 46 (1989), pp. 119–39
- Deurloo, Karel Adriaan, "The King’s Wisdom in Judgement: Narration as Example (I Kings iii)", in A. S. van der Woude (ed.), New Avenues in the Study of the Old Testament: A Collection of Old Testament Studies, Published on the Occasion of the Fiftieth Anniversary of the Oudtestamentisch Werkgezelschap and the Retirement of Prof. Dr. M. J. Mulder (Oudtestamentische Studiën 25), Leiden: Brill, 1989, ISBN 9004091254, pp. 11–21
- Fontaine, Carole R., "The Bearing of Wisdom on the Shape of 2 Samuel 11–12 and 1 Kings 3", Journal for the Study of the Old Testament 34 (1986), pp. 61–77 (= Athalya Brenner [ed.], A Feminist Companion to Samuel and Kings [Feminist Companion to the Bible], Sheffield, UK: Sheffield Academic Press, 1994, ISBN 1850754802, pp. 143–60)
- Fontaine, Carole R., "A Response to 'The Bearing of Wisdom'", in Athalya Brenner (ed.), A Feminist Companion to Samuel and Kings (Feminist Companion to the Bible), Sheffield, UK: Sheffield Academic Press, 1994, ISBN 1850754802, pp. 161–67
- Garsiel, Moshe, "Revealing and Concealing as a Narrative Strategy in Solomon's Judgment (1 Kings 3:16-28)", Catholic Biblical Quarterly 64/2 (2002), pp. 229–47
- Gressmann, Hugo, "Das salomonische Urteil", Deutsche Rundschau 130 (1907), pp. 212–28 (alemão)
- Ipsen, Avaren, "Solomon and the Two Prostitutes", The Bible and Critical Theory 3/1 (2007), pp. 2.1–2.12
- Lasine, Stuart, "The Riddle of Solomon’s Judgment and the Riddle of Human Nature in the Hebrew Bible", Journal for the Study of the Old Testament 45 (1989), pp. 61–86
- Rendsburg, Gary Alan, "The Guilty Party in 1 Kings III 16-28", Vetus Testamentum 48/4 (1998), pp. 534–41
- Sanders, José, "Perspective and Attribution: The Cognitive Representation of Biblical Narrative", Poetics 24/1 (1996), pp. 57–80.
- van Wolde, Ellen J., "Who Guides Whom? Embeddedness and Perspective in Biblical Hebrew and in 1 Kings 3:16–28", Journal of Biblical Literature 114/4 (1995), pp. 623–42

### Discussões na literatura
- Brichto, Herbert Chanan, Toward a Grammar of Biblical Poetics: Tales of the Prophets, Nova Iorque: Oxford University Press, 1992, ISBN 0195069110, pp. 45–63
- Gaster, Theodor Herzl, Myth, Legend, and Custom in the Old Testament: A Comparative Study with Chapters from Sir James G. Frazer's Folklore in the Old Testament, II, Nova Iorque: Harper & Row, 1969, pp. 491–94
- Gunkel, Hermann, The Folktale in the Old Testament (Historic Texts and Interpreters in Biblical Scholarship), traduzido por Michael D. Rutter, Sheffield, UK: Almond, 1987, ISBN 1850750319, pp. 155–56
- Hansen, William, Ariadne's Thread: A Guide to International Tales Found in Classical Literature, Ithaca, NY: Cornell University Press, 2002, ISBN 0801436702, pp. 227–32
- Sternberg, Meir, The Poetics of Biblical Narrative: Ideological Literature and the Drama of Reading (Indiana Studies in Biblical Literature), Bloomington, IN: Indiana University Press, 1985, ISBN 0253345219, ISBN 0253204534, pp. 166–69

### Monografias e dissertações
- Hinds, Carol Ann, The Judgment of Solomon: An Iconographical Motif in Early Medieval Art. Tese de doutoramento. University of Maryland, College Park, 1994

### Outro material
- Ashliman, D. L. «Child Custody: folktales of Aarne-Thompson type 926». University of Pittsburgh